# Gland del penis
El gland del penis (o, simplement, gland) és l'estructura bulbosa sensible al final distal del penis. El gland del penis és anatòmicament homòleg al gland del clítoris femení. Quan el penis és flàccid queda cobert totalment o parcialment pel prepuci, excepte en els homes que han estat plenament circumcidats. El prepuci serveix per a protegir aquesta estructura coberta d'una membrana mucosa delicada.

## Anatomia
El gland és, generalment, un poc més gruixut que la resta del penis i té una textura llisa. El seu color pot variar segons el color de la pell de l'individu. A les persones de pell blanca sol ser rosat o rogenc, mentre que a les persones de pell fosca sol tenir un to violaci. La superfície del gland és ple d'innombrables terminacions nervioses. Per això, el gland és extremadament sensitiu al tacte, particularment al voltant de la seva vora i, per tant, és una font de plaer sexual per a l'home.
Des de molt abans, i durant el moment del naixement, el gland és cobert per un replec de pell mòbil, anomenat prepuci, el qual es retreu per a deixar el gland descobert quan el penis és erecte. El prepuci pot ser eliminat mitjançant la circumcisió per motius mèdics o religiosos. A la part inferior del membre, el gland es trobat lligat al prepuci per un plec de teixit anomenat fre del prepuci.
El gland l'atravessa l'uretra i conté la desembocadura o obertura externa d'aquesta, el meat urinari, l'orifici per on s'expulsa l'orina, o el semen a l'ejaculació.
La corona del gland és el relleu o la vora, en forma de barret, situat a la base del gland i, normalment, té un color més fort que la resta de l'òrgan. La presència de petites protuberàncies a la corona del gland, anomenades pàpules perlades, es considera completament normal. La mida i quantitat de les pàpules són dispars. En molts casos són quasi imperceptibles mentre que en d'altres poden ser notòries i nombroses, molestes estèticament parlant. Les pàpules perlades poden ser confoses amb les conegudes com a verrugues produïdes pel VPH, aleshores es recomana consultar a un especialista per a rebre un diagnòstic adient, si se sospita d'una infecció.

## Higiene
S'ha de retreure el prepuci del gland regularment per a netejar l'esmegma que es pot formar sobre aquest i el solc balanoprepucial.

## Cultura
Comunament se'l coneix, també, com a cap del penis, així com en l'argot s'usen paraules com capoll o fava.